# تاو سگ بزرگ
تاو سگ بزرگ یک ستاره است که در صورت فلکی سگ بزرگ قرار دارد.